# Leichtathletik-Weltmeisterschaften 2019/Diskuswurf der Frauen

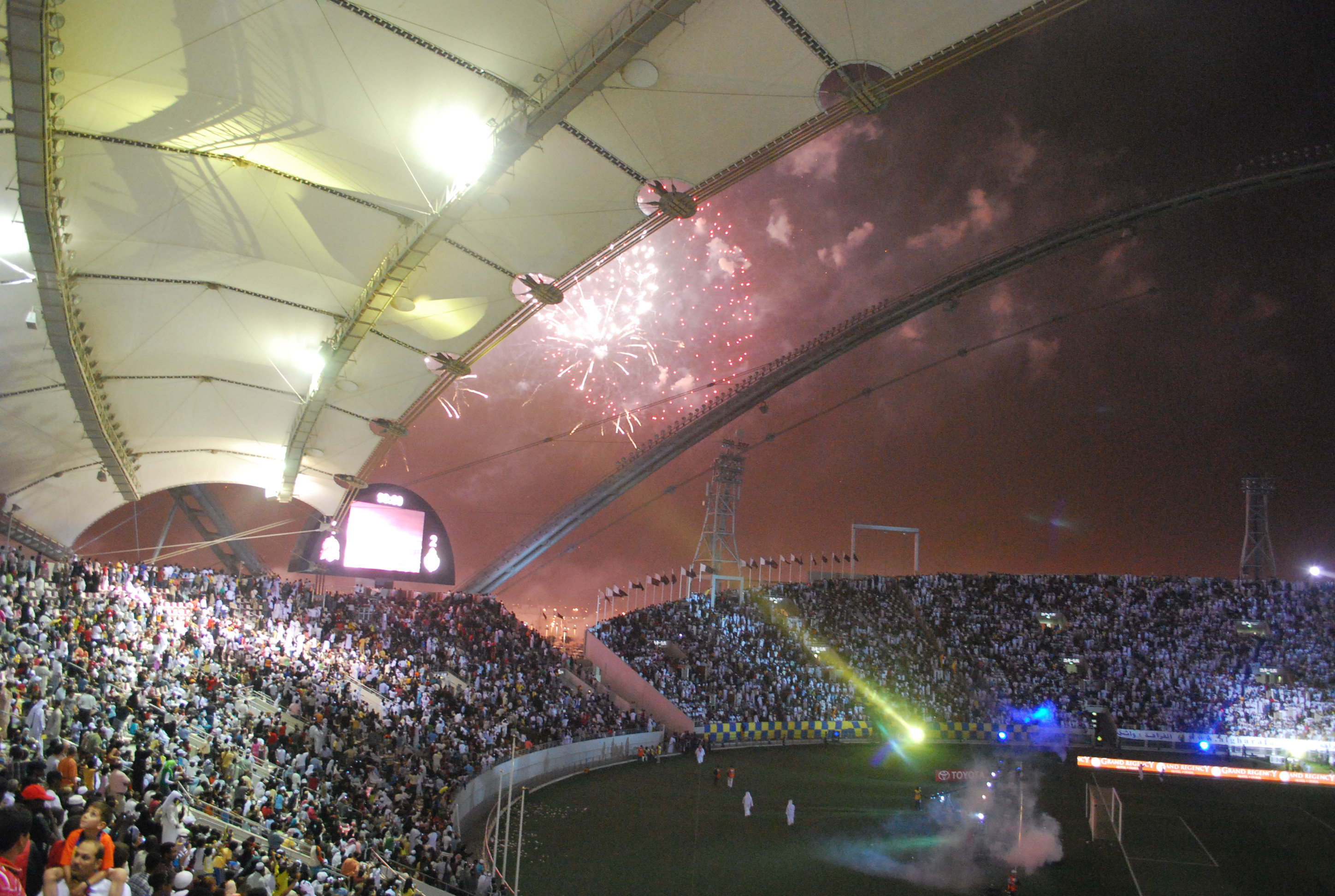
Das Khalifa International Stadium während des Emir Cups im Jahr 2009

Der Diskuswurf der Frauen bei den Leichtathletik-Weltmeisterschaften 2019 fand am 2. und 4. Oktober 2019 im Khalifa International Stadium der katarischen Hauptstadt Doha statt.
Dreißig Athletinnen aus zwanzig Ländern nahmen an dem Wettbewerb teil.
Die kubanischen Diskuswerferinnen erzielten einen Doppelsieg. Weltmeisterin wurde Yaimé Pérez mit 69,17 m. Silber ging mit 68,44 m an die Weltmeisterin von 2015 und Olympiadritte von 2016 Denia Caballero. Die Bronzemedaille sicherte sich die zweifache Weltmeisterin (2013/2017), Vizeweltmeisterin von 2015, zweifache Olympiasiegerin (2012/2016) und fünffache Europameisterin (2010 bis 2018) Sandra Perković aus Kroatien mit 66,72 m.

## Rekorde
Vor dem Wettbewerb galten folgende Rekorde:
| Weltrekord               | Gabriele Reinsch | 76,80 m | Neubrandenburg, DDR | 7. Juli 1988    |
| Weltmeisterschaftsrekord | Martina Hellmann | 71,62 m | WM in Rom, Italien  | 31. August 1987 |

Der bereits seit 1987 bestehende WM-Rekord wurde auch bei diesen Weltmeisterschaften nicht erreicht. Der beste Wurf – Weltmeisterin Yaimé Pérez im Finale mit 69,17 m – lag um 2,45 m unter der Weltmeisterschaftsrekordweite.

## Legende
Kurze Übersicht zur Bedeutung der Symbolik – so üblicherweise auch in sonstigen Veröffentlichungen verwendet:
| – | verzichtet |
| x | ungültig   |

## Qualifikation
Dreißig Teilnehmerinnen traten in zwei Gruppen zur Qualifikationsrunde an. Die Qualifikationsweite für den direkten Finaleinzug betrug 63,00 m. Sieben Athletinnen übertrafen diese Marke (hellblau unterlegt). Um auf die vorgesehene Mindestzahl von zwölf Wettbewerberinnen im Finale zu kommen, wurde das Finalfeld mit den fünf nächstplatzierten Sportlerinnen auf zwölf Werferinnen aufgefüllt (hellgrün unterlegt). So mussten schließlich 62,25 m für die Finalteilnahme erbracht werden.

### Gruppe A

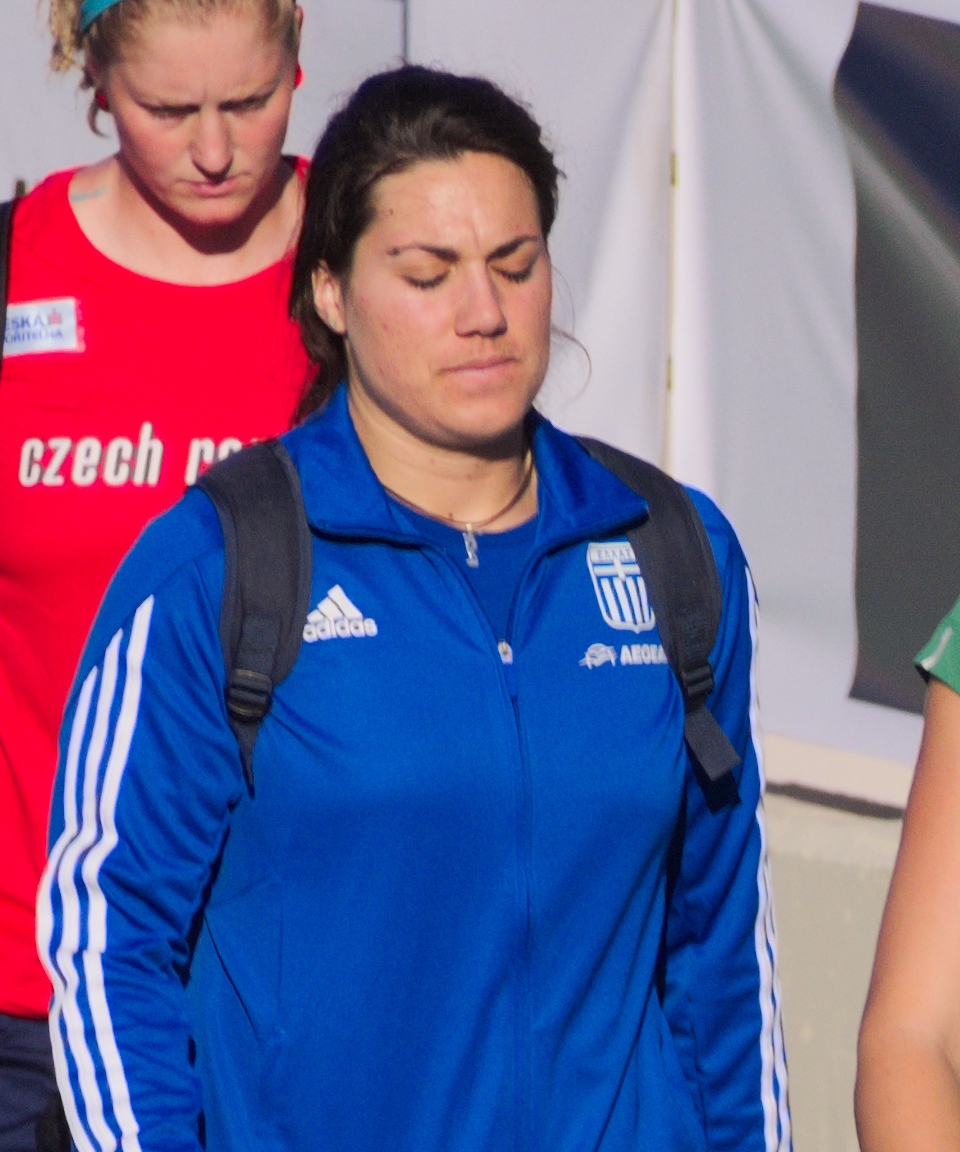
Chrysoula Anagnostopoulou – ausgeschieden als Achte mit 59,91 m
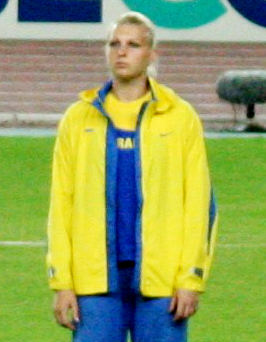
Natalija Semenowa – ausgeschieden als Elfte mit 54,68 m

2. Oktober 2019, 18:00 Uhr Ortszeit (17:00 Uhr MESZ)
| Platz | Athletin                  | Land                | 1. Versuch | 2. Versuch | 3. Versuch | Weite (m) |
| ----- | ------------------------- | ------------------- | ---------- | ---------- | ---------- | --------- |
| 1     | Yaimé Pérez               | Kuba                | 67,78      | –          | –          | 67,78     |
| 2     | Mélina Robert-Michon      | Frankreich          | 64,02      | –          | –          | 64,02 SB  |
| 3     | Kristin Pudenz            | Deutschland         | 63,35      | –          | –          | 63,35     |
| 4     | Chen Yang                 | Volksrepublik China | 62,09      | 62,83      | 63,10      | 63,10     |
| 5     | Claudine Vita             | Deutschland         | 61,24      | 62,31      | 62,09      | 62,31     |
| 6     | Valarie Allman            | USA                 | 57,99      | x          | 62,25      | 62,25     |
| 7     | Kelsey Card               | USA                 | 60,15      | 61,32      | 59,39      | 61,32     |
| 8     | Chrysoula Anagnostopoulou | Griechenland        | 56,43      | 58,33      | 59,91      | 59,91 SB  |
| 9     | Shanice Love              | Jamaika             | x          | 56,65      | 59,50      | 59,50     |
| 10    | Dragana Tomašević         | Serbien             | x          | 57,13      | 56,93      | 57,13     |
| 11    | Natalija Semenowa         | Ukraine             | x          | 54,68      | 54,57      | 57,68     |
| 12    | Liliana Cá                | Portugal            | 52,89      | 51,36      | 54,31      | 54,31     |
| 13    | Melany del Pilar Matheus  | Kuba                | 52,52      | x          | 51,64      | 52,52     |
| 14    | Alexandra Emilianov       | Moldau              | x          | 52,05      | 50,86      | 52,05     |
| NM    | Marija Tolj               | Kroatien            | x          | x          | x          | ogV       |

### Gruppe B
2. Oktober 2019, 19:25 Uhr Ortszeit (18:25 Uhr MESZ)
| Platz | Athletin            | Land                | 1. Versuch | 2. Versuch | 3. Versuch | Weite (m) |
| ----- | ------------------- | ------------------- | ---------- | ---------- | ---------- | --------- |
| 1     | Denia Caballero     | Kuba                | x          | 65,86      | –          | 65,86     |
| 2     | Sandra Perković     | Kroatien            | 65,20      | –          | –          | 65,20     |
| 3     | Laulauga Tausaga    | USA                 | 61,33      | 63,94      | –          | 63,94 PB  |
| 4     | Nadine Müller       | Deutschland         | 61,06      | 62,33      | 62,93      | 62,93     |
| 5     | Feng Bin            | Volksrepublik China | 60,22      | 62,51      | 62,09      | 62,51     |
| 6     | Fernanda Martins    | Brasilien           | x          | 62,33      | 60,53      | 62,33     |
| 7     | Chioma Onyekwere    | Nigeria             | 61,38      | x          | x          | 61,38 PB  |
| 8     | Eliška Staňková     | Tschechien          | 58,64      | 57,41      | 58,98      | 58,98 SB  |
| 9     | Jorinde van Klinken | Niederlande         | x          | 58,58      | x          | 58,58     |
| 10    | Shadae Lawrence     | Jamaika             | 57,55      | 58,51      | x          | 58,51     |
| 11    | Daisy Osakue        | Italien             | 57,55      | x          | x          | 57,55     |
| 12    | Daria Zabawska      | Polen               | x          | 57,05      | x          | 57,05     |
| 13    | Irina Rodrigues     | Portugal            | x          | 56,21      | x          | 56,21     |
| 14    | Vanessa Kamga       | Schweden            | 53,58      | 55,87      | x          | 55,87     |
| 15    | Nanaka Kori         | Japan               | 46,03      | 48,82      | 48,01      | 48,82     |

In Qualifikationsgruppe B ausgeschiedene Diskuswerferinnen:

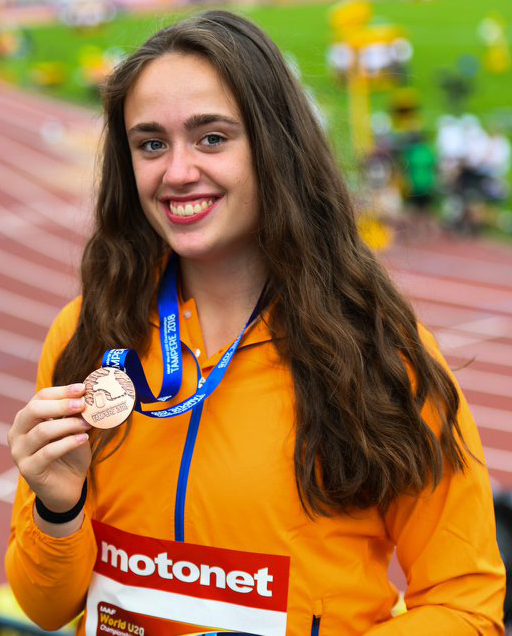
Jorinde van Klinken Rang neun mit 58,58 m
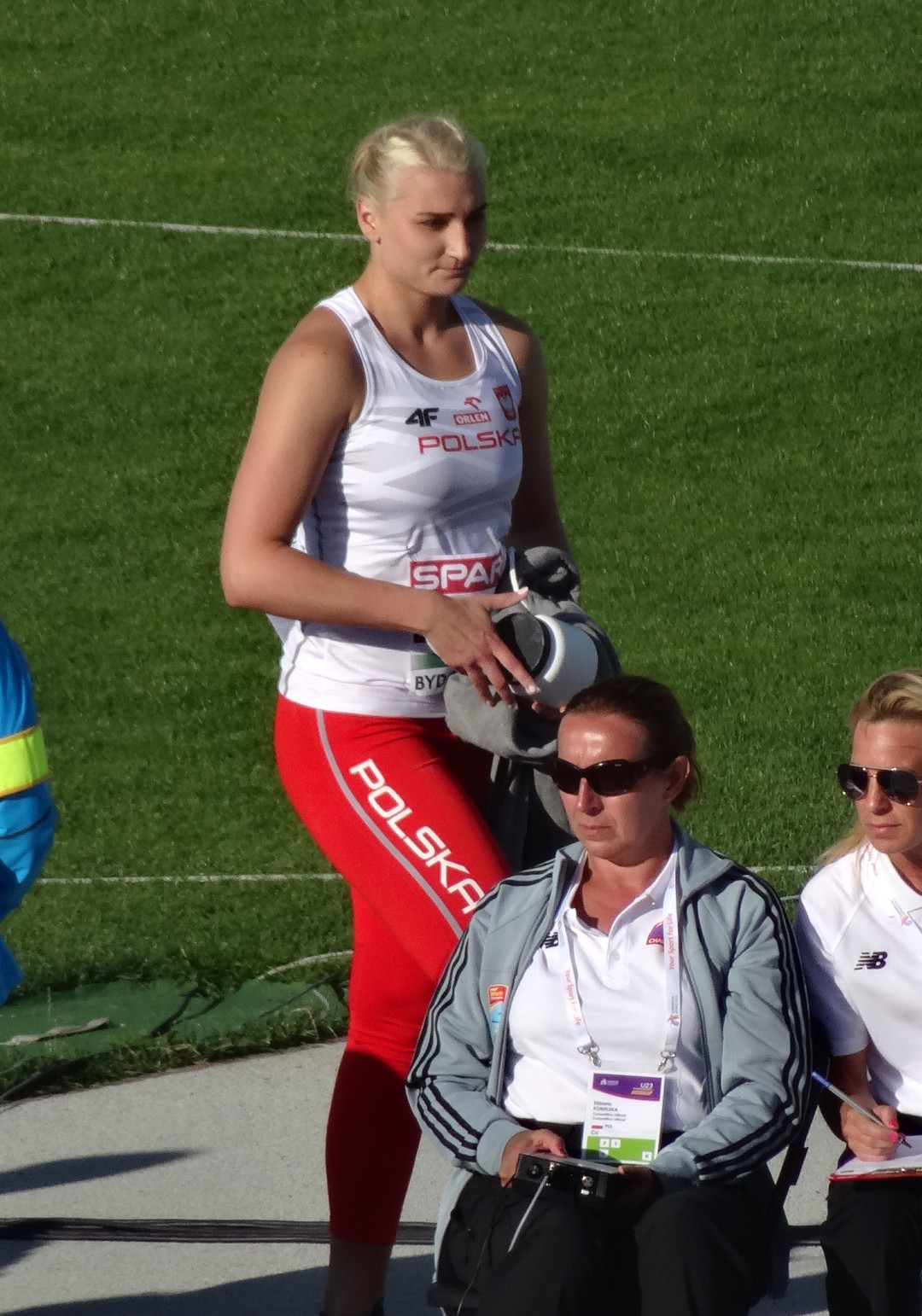
Daria Zabawska Rang zwölf mit 57,05 m

## Finale
4. Oktober 2019, 21:00 Uhr Ortszeit (20:00 Uhr MESZ)
| Platz | Athletin             | Land                | 1. Versuch | 2. Versuch | 3. Versuch | 4. Versuch                                  | 5. Versuch                                  | 6. Versuch                                  | Weite (m) |
| ----- | -------------------- | ------------------- | ---------- | ---------- | ---------- | ------------------------------------------- | ------------------------------------------- | ------------------------------------------- | --------- |
|       | Yaime Pérez          | Kuba                | 68,10      | 65,01      | 65,76      | 68,01                                       | 69,17                                       | 64,61                                       | 69,17     |
|       | Denia Caballero      | Kuba                | x          | 66,80      | 67,32      | 68,44                                       | x                                           | 65,64                                       | 68,44     |
|       | Sandra Perković      | Kroatien            | 66,72      | 62,30      | 66,19      | x                                           | x                                           | x                                           | 66,72     |
| 4     | Chen Yang            | Volksrepublik China | 59,54      | 61,50      | 63,38      | x                                           | 61,31                                       | x                                           | 63,38     |
| 5     | Feng Bin             | Volksrepublik China | 62,48      | x          | x          | 61,31                                       | x                                           | 61,00                                       | 62,48     |
| 6     | Fernanda Martins     | Brasilien           | 60,47      | 62,44      | 61,11      | x                                           | x                                           | 62,24                                       | 62,44     |
| 7     | Valarie Allman       | USA                 | x          | 61,82      | 59,40      | x                                           | x                                           | x                                           | 61,82     |
| 8     | Nadine Müller        | Deutschland         | x          | 59,88      | 60,98      | 61,55                                       | x                                           | 60,35                                       | 61,55     |
| 9     | Claudine Vita        | Deutschland         | 60,77      | 59,14      | x          | nicht im Finale der besten acht Werferinnen | nicht im Finale der besten acht Werferinnen | nicht im Finale der besten acht Werferinnen | 60,77     |
| 10    | Mélina Robert-Michon | Frankreich          | x          | 59,99      | 57,64      | nicht im Finale der besten acht Werferinnen | nicht im Finale der besten acht Werferinnen | nicht im Finale der besten acht Werferinnen | 59,99     |
| 11    | Kristin Pudenz       | Deutschland         | 55,94      | 57,69      | x          | nicht im Finale der besten acht Werferinnen | nicht im Finale der besten acht Werferinnen | nicht im Finale der besten acht Werferinnen | 57,69     |
| NM    | Laulauga Tausaga     | USA                 | x          | x          | x          | nicht im Finale der besten acht Werferinnen | nicht im Finale der besten acht Werferinnen | nicht im Finale der besten acht Werferinnen | ogV       |

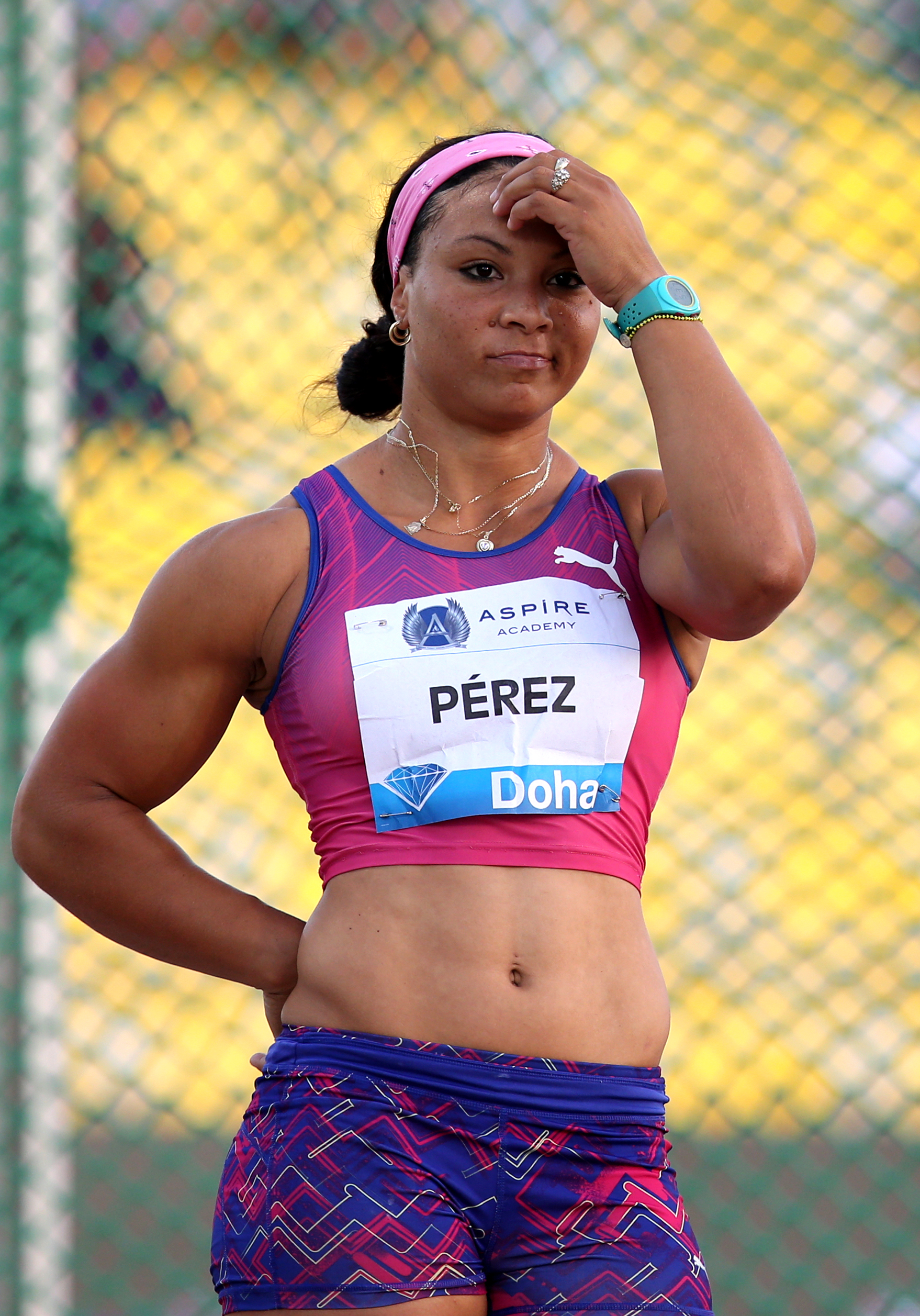
Weltmeisterin Yaime Perez
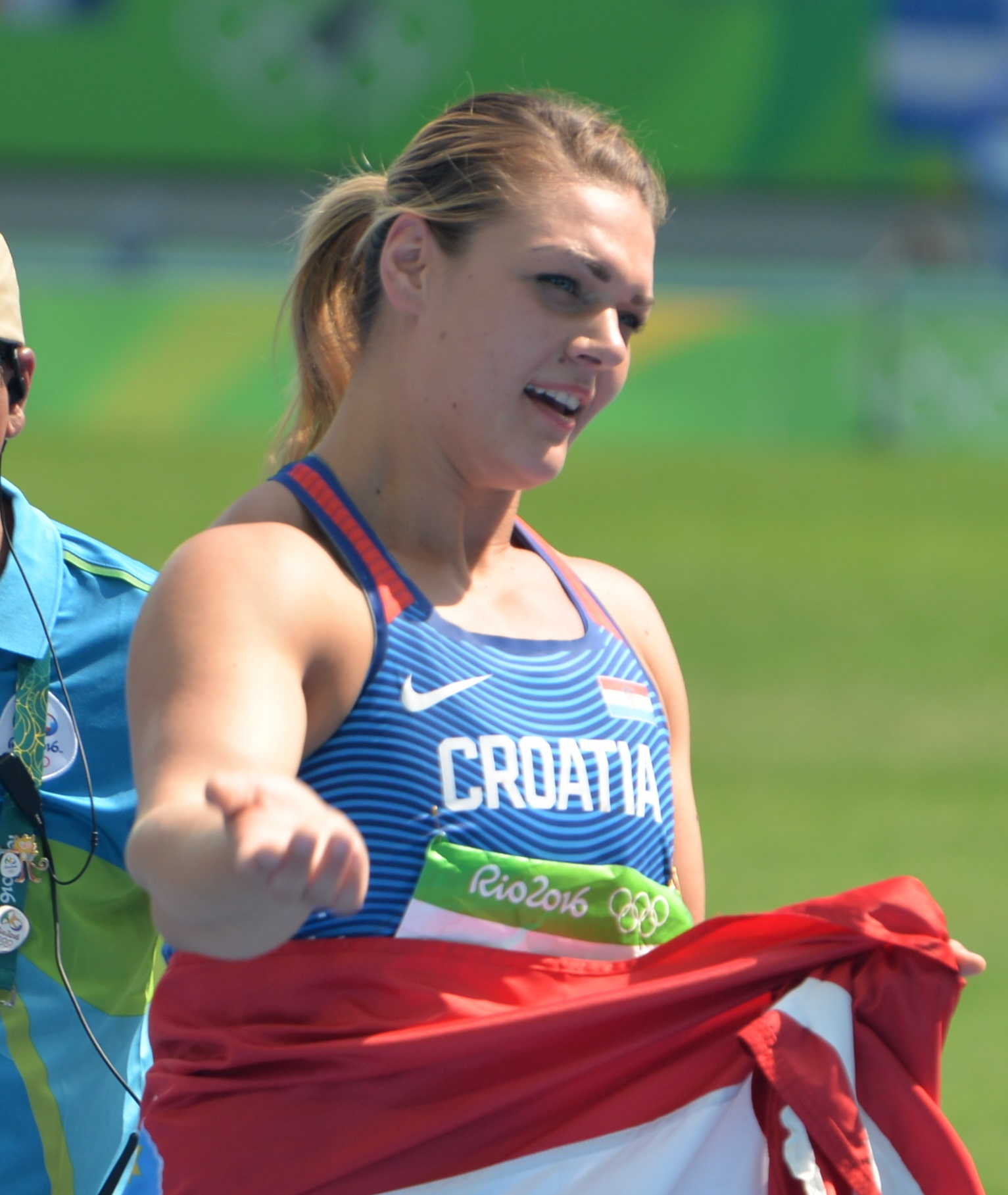
Bronzemedaillengewinnerin Sandra Perković
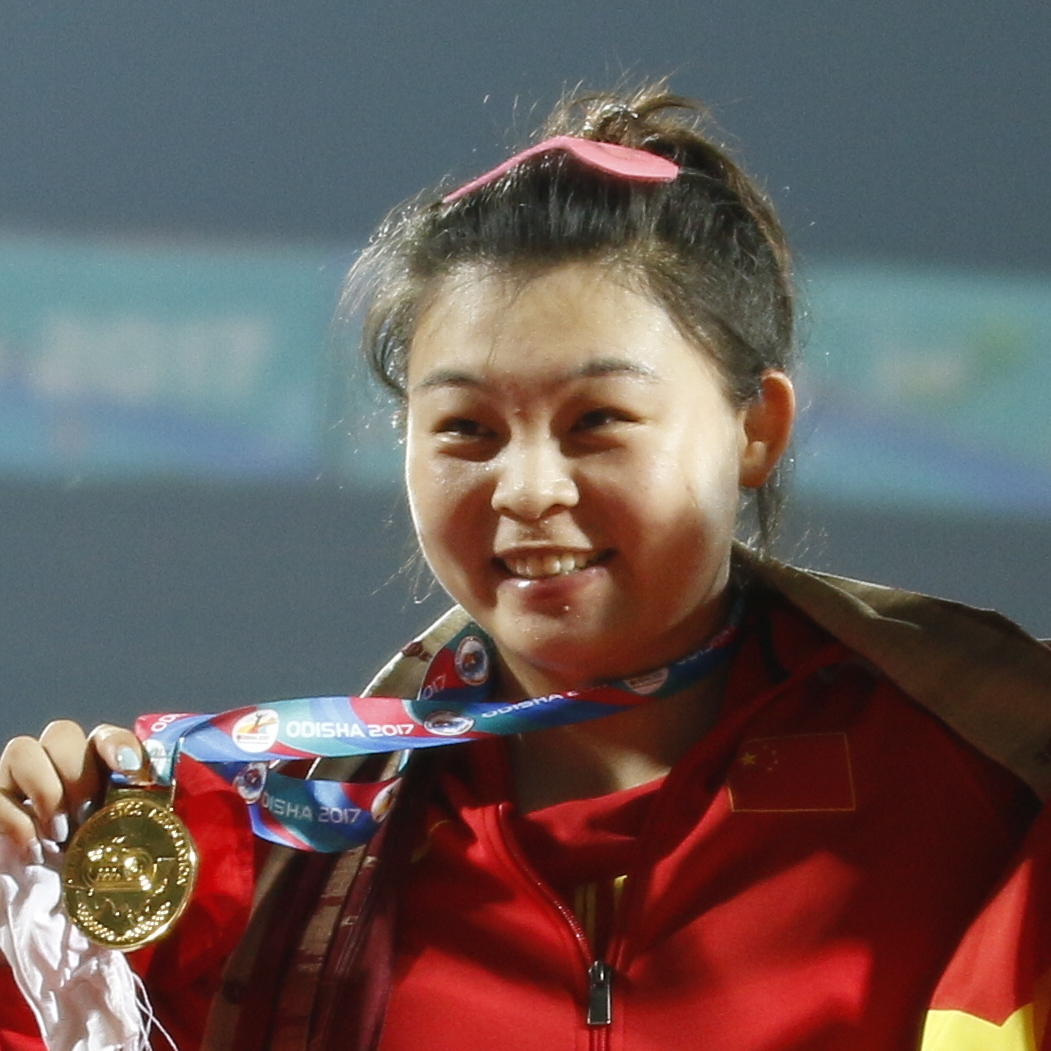
Chen Yang erreichte Platz vier
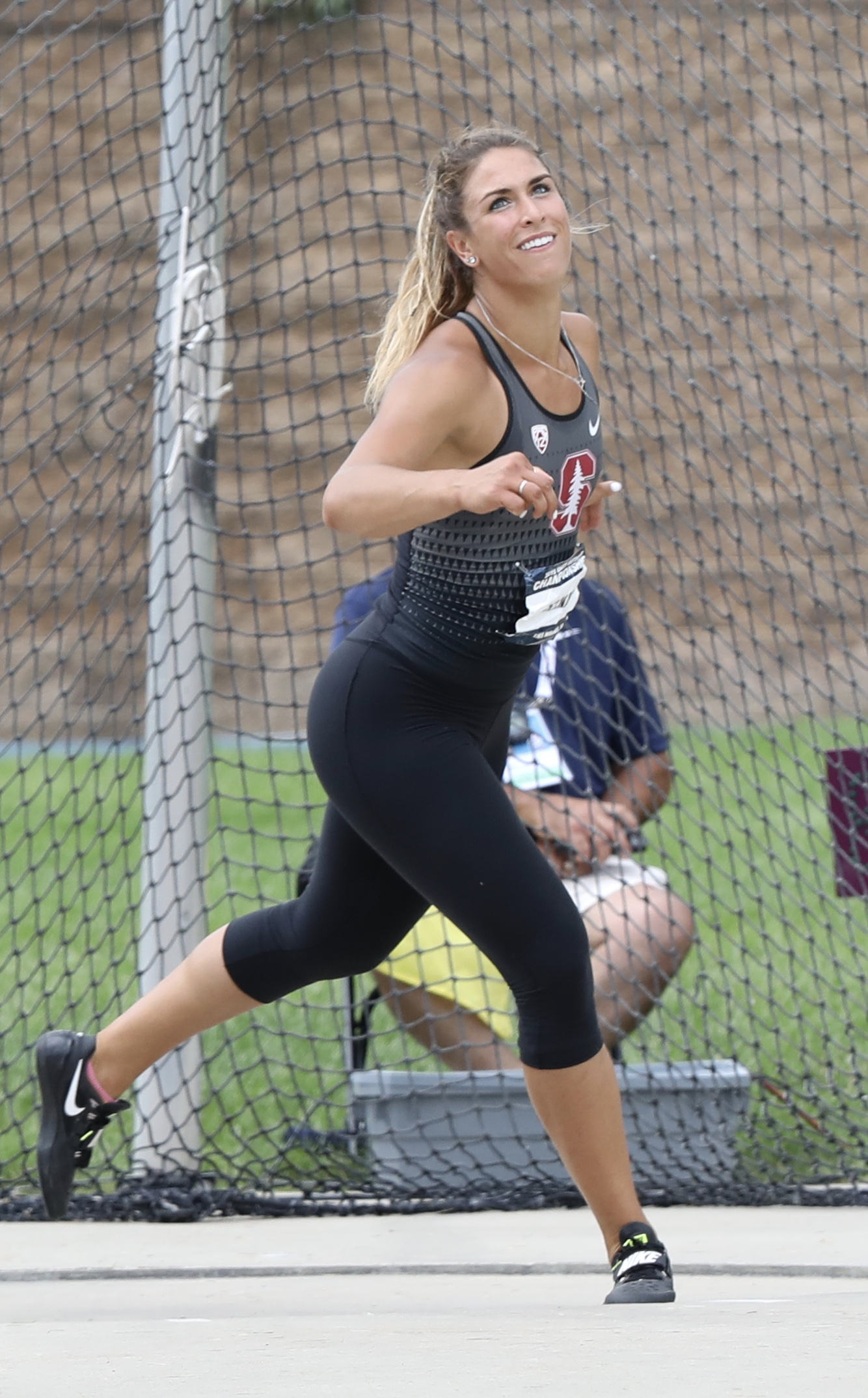
Valarie Allman belegte Rang sieben
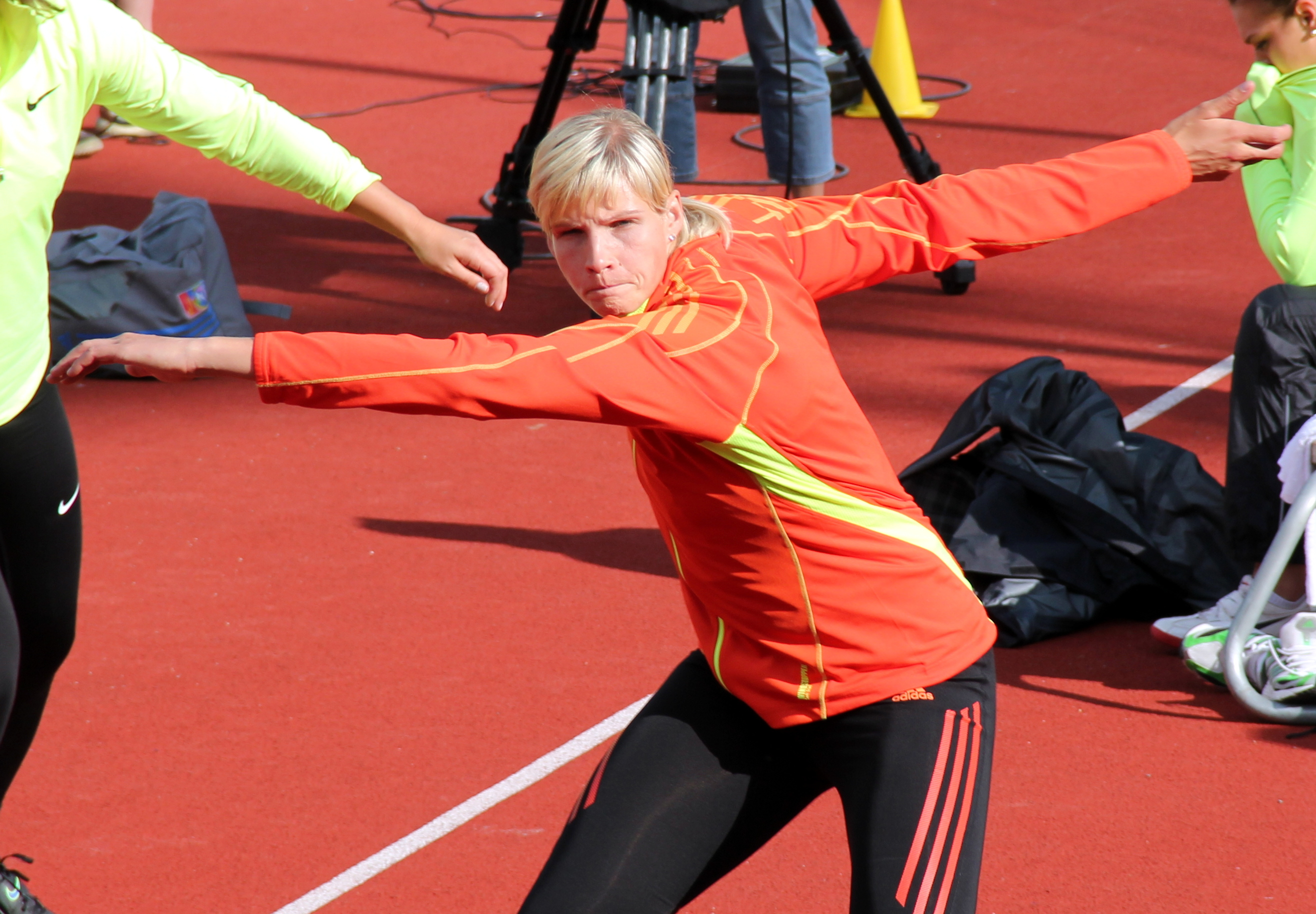
Nadine Müller kam auf den achten Platz
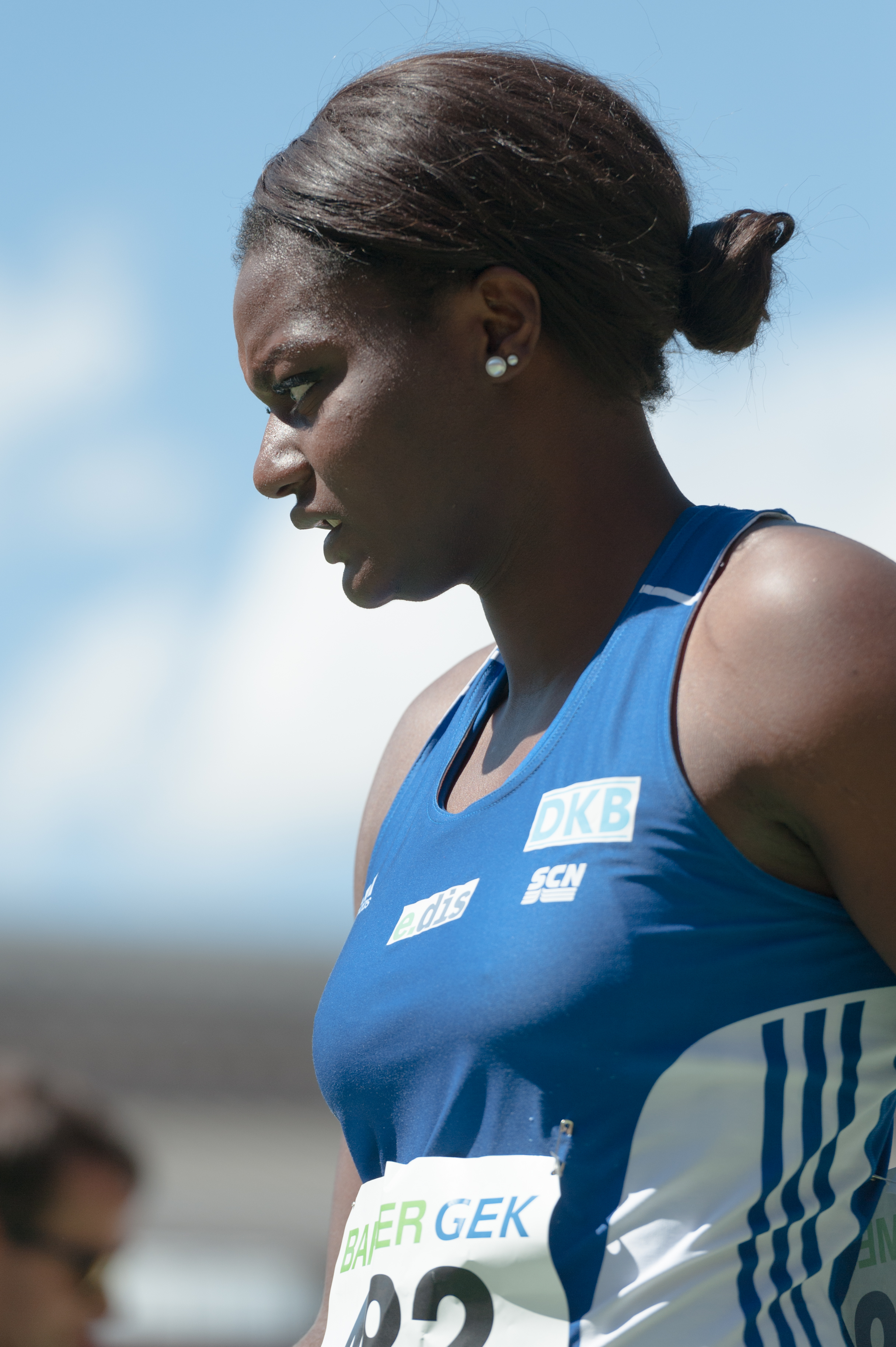
Die neuntplatzierte Claudine Vita
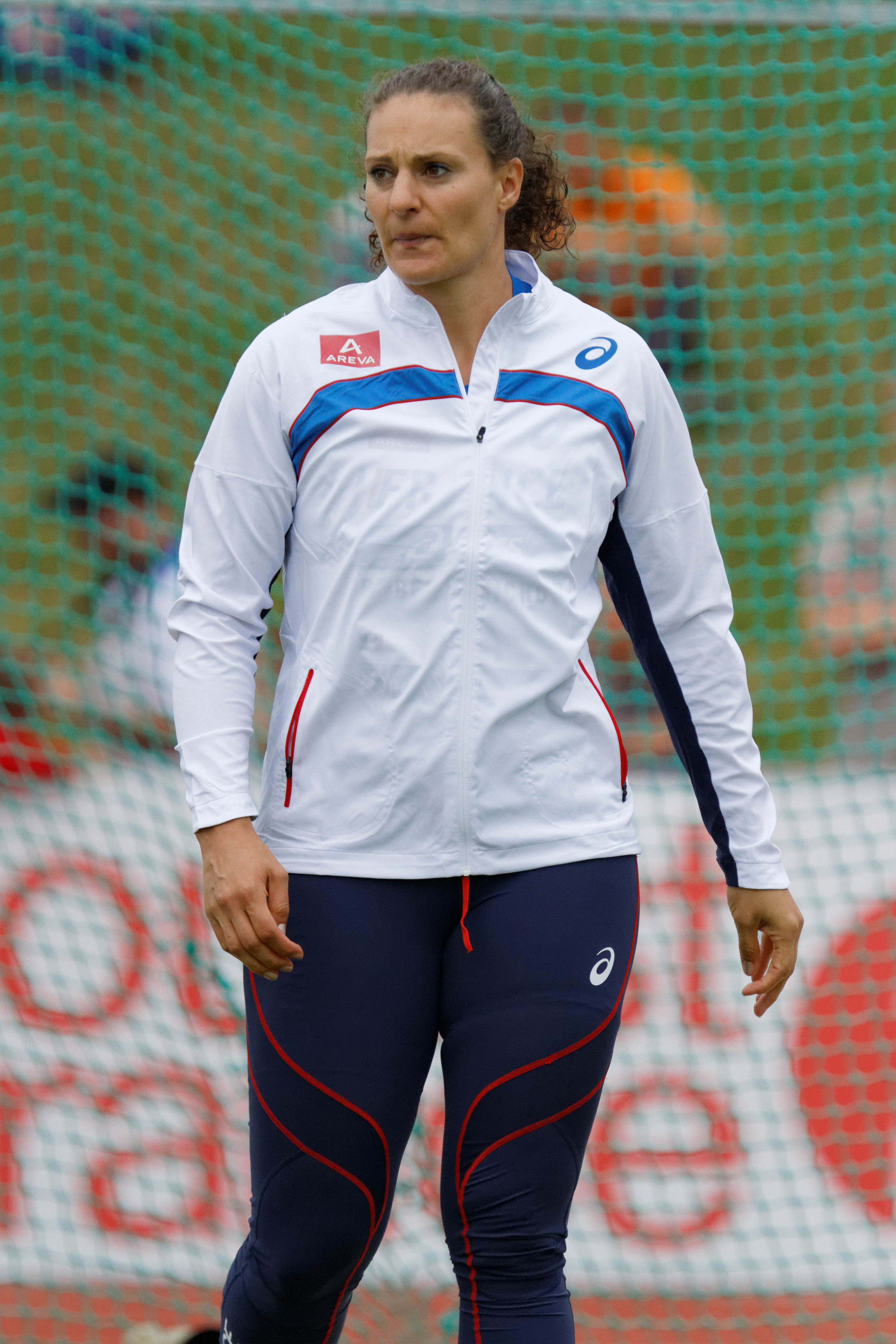
Rang zehn für Mélina Robert-Michon
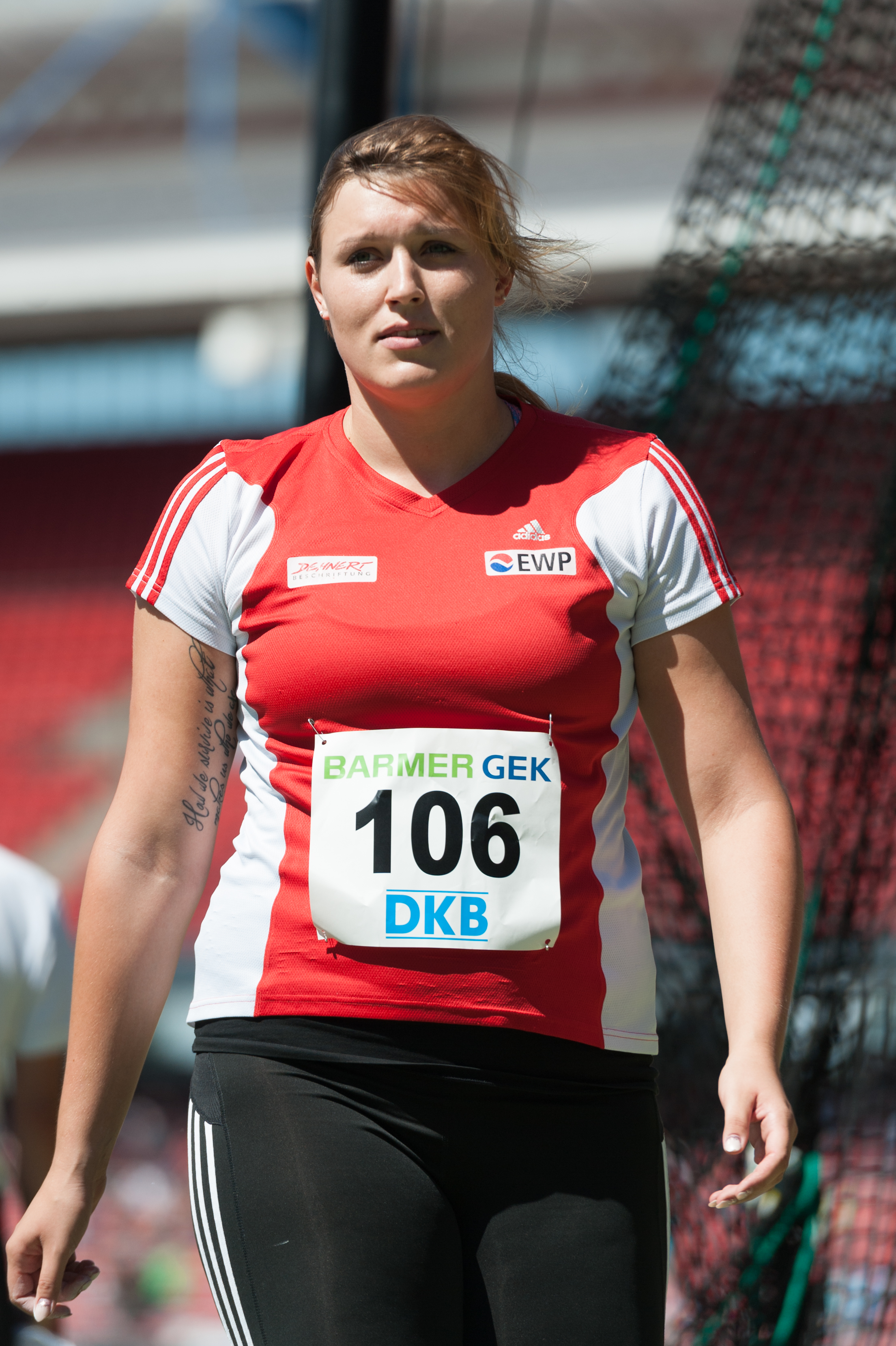
Kristin Pudenz wurde Elfte

## Video
- Women's Discus Final | World Athletics Championships Doha 2019, youtube.com, abgerufen am 26. März 2021